# Sonnenlitanei

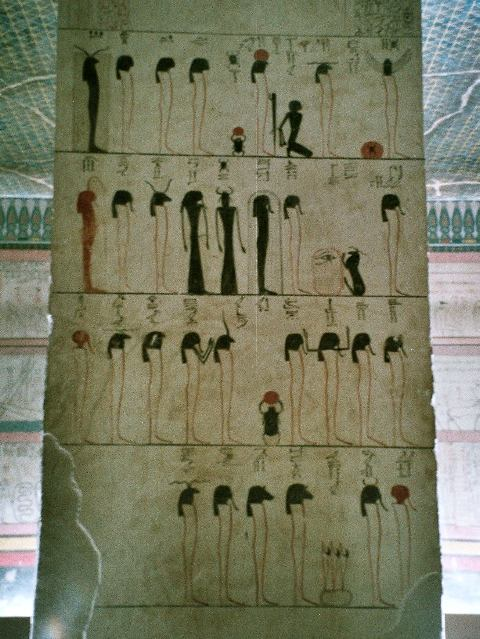
Sonnenlitanei im Grab Thutmosis III. (KV34)

Als Sonnenlitanei oder Litanei des Re wird in der Ägyptologie ein religiöser Text und Bilderzyklus bezeichnet, der sich als Dekoration in Königsgräbern im Tal der Könige angebracht findet. Die Litanei besteht aus zwei Teilen. Es gibt zunächst 75 Anrufungen an den Sonnengott Re. Sie beginnen alle mit Lobpreis sei dir, Re, der du hoch an Macht bist. Die Litanei wird im zweiten Teil mit 74 Erscheinungsformen des Gottes bebildert.
Die ältesten Belege für diesen Text finden sich im Grab des Wesirs Useramun und im Grab von König Thutmosis III. Seit Sethos I. gehört die Sonnenlitanei zum Standardprogramm fast aller ägyptischer Königsgräber.